# Hasselberg (Hasloch)
Hasselberg ist ein Gemeindeteil der Gemeinde Hasloch im unterfränkischen Landkreis Main-Spessart in Bayern.

## Geographie
Das Dorf Hasselberg liegt zwischen der Klosterhöhe rechts des Kropfbachs und dem Dachsberg rechts des Haslochbachs. Nachbargemarkungen sind Schollbrunn, Hasloch, Breitenbrunn, Faulbach und Altenbucher Forst. Durch Hasselberg führt der Fränkische Marienweg.

## Geschichte
Im Jahre 1862 wurde das Bezirksamt Marktheidenfeld gebildet, auf dessen Verwaltungsgebiet Hasselberg lag. 1939 wurde wie überall im Deutschen Reich die Bezeichnung Landkreis eingeführt. Hasselberg war eine der 47 Gemeinden im Landkreis Marktheidenfeld (Kfz-Kennzeichen MAR). Mit Auflösung des Landkreises Marktheidenfeld im Jahre 1972 kam Hasselberg in den neu gebildeten Landkreis Main-Spessart (Kfz-Kennzeichen KAR, ab 1979 MSP).
Vor der Gebietsreform in Bayern war Hasselberg eine Gemeinde. Seit dem 1. Juli 1974 ist es ein Gemeindeteil von Hasloch.